# Llista cronològica de filòsofs orientals
Aquesta llista cronològica de filòsofs orientals se centra en les tradicions de pensament sorgides de la filosofia del subcontinent indi i de la Xina i abasta des de l'antiguitat fins a l'any 1950. Pels filòsofs contemporanis vegeu la categoria corresponent.

## Filòsofs xinesos

### Pensadors de l'antiga Xina

#### Abans del 256 aC (fins a la fi de ladinastia Zhou)
- Laozi (Segle VI aC) — taoisme (Daojia)
- Sunzi (c. 544–c. 496 aC) - taoisme
- Confuci (segons la tradició 551-479 aC) — fundador de l'escola dels lletrats (Rujia)

#### 475–221 aC (període dels Estats Combatents)
- Han Feizi (mort el 233 aC) — escola de les lleis (Fajia)
- Gong Sunlong (300 aC) — escola dels noms (Mingjia)
- Zou Yan (305?–240? aC)— escola del Yin i el Yang (Yinyangjia)
- Xunzi (c.310–237 aC) — confucianista
- Hui Shi (segle IV aC)—escola dels noms
- Shang Yang (mort el 338 aC) — escola de les lleis
- Shen Buhai (mort el 337 aC) — escola de les lleis
- Shen Dao (c. 350–275 aC) - síntesi del taoisme i legisme
- Yang Zhu (370–319 aC) - yanguisme
- Menci (372–289 aC o 385–303 aC o 302 aC) — confucianista
- Gaozi (c. 420 aC) - confucianista
- Lie Yukou (c. 440–c. 360 aC) - taoista
- Mozi (c. 470–c. 390 aC) — moïsme (Mojia)
- Zhuangzi (segle IV aC) — taoista

### Era imperial

#### 221 aC–220 dC (dinastiesQin,HaniXin)
- Wang Chong (27–97 dC) - materialista i racionalista
- Yang Xiong (53 aC–18 dC) - taoista materialista
- Zheng Xuan (127–200 dC) - confucianista
- Dong Zhongshu (c.176–c.104 aC) - confucianista
- Liu An (179–122 aC) - tai-txi
- Ho Yen (190–249 dC)
- Jia Yi (201–169 aC) - poeta confucianista

#### 220–907 (període delsTres Regnesfins a ladinastia Tang)
- Ruan Ji (210–263) - neotaoisme (Xuanxue)
- Wang Bi (226–249) — neotaoista, comentador del Daodejing i del Yijing
- Guo Xiang (died 312) - neotaoista
- Ge Hong (283-343) - neotaoisme, alquímia
- Zhi Dun (314–366) - budista
- Sengzhao (384–414) - budista
- Zhiyi (538–597) - budisme Tiantai
- Jizang (549–623) - budisme Sanlun o "dels tres tractats"
- Huineng (638–713) - budisme Chan
- Fazang (643–712) - budisme Huayan
- Li Ao (722–841) - precursor del neoconfucianisme
- Han Yu (768–824) - precursor del neoconfucianisme
- Zongmi (780–841) - budisme Huayan
- Linji (died 866) - budisme Chan

#### 907–1368 (període de les cinc dinasties i deu regnesfins a ladinastia Yuan)
- Hu Yuan (993–1059) — neoconfucianisme
- Shao Yong (1011–1077) - neoconfucianista
- Zhou Dunyi (1017–1073) - neoconfucianista
- Zhang Zai (1020–1077) - neoconfucianista
- Cheng Hao (1032–1085) — va fundar l'Escola de la ment neoconfucianista (Xinxue)
- Cheng Yi (1033–1107) — va fundar l'Escola dels principis formals neoconfucianista (Lixue)
- Zhu Xi (1130–1200) — neoconfucianista eminent, va establir el cànon confucià
- Lu Jiuyuan (1139–1193) — neoconfucianista (Xinxue)

#### 1368–1912 (dinastiesMingiQing)
- Wang Yangming (1472–1529) (Xinxue)
- Huang Zongxi (1610–95)
- Wang Fuzhi (1619–92)
- Yan Yuan (1635–1704)
- Dai Zhen (1724–77)
- Zhang Xuecheng (1738–1801)
- Kang Youwei (1858–1927)
- Sun Yat-sen (1866–1925)
- Liang Qichao (1873–1929)
- Tan Sitong (1864–98)

### Filòsofs xinesos moderns

#### 1912–1950
- Hsiung Shih-li (1885–1968)
- Zhang Dongsun (1886–1973)
- Hu Shih (1891–1962)
- Mao Zedong (1893–1976)
- Liang Sou-ming (1893–1988)
- Qian Mu (1895–1990)
- Feng Youlan (1895–1990)
- Liu Shaoqi (1898–1969)
- Thome H. Fang (1899–1976)
- Hsu Fu-kuan (1903–1982)
- Mou Tsung-san (1909–1995)
- T'ang Chun-i (1909–1978)
- Hao Wang (1921–1995)

## Filòsofs de la culturaíndia

### Pensadors de l'època antiga

#### Període vèdic
- Set Rixis; Atri, Bharadwaja, Gautama, Jamadagni, Kasyapa, Vasishtha, Viswamitra.[1]
- Rishabha — Rixi citat al Rig Veda i més tard en diversos Puranas, considerat pels jains com el primer guru del jainisme
- Yajnavalkya — un dels savis vèdics

#### 1000–600 aC
- Kapila - fundador de l'escola sankhya
- Parshva — guru jain

#### 600–400 aC
- Carvaka (?) —
- Siddhartha Gautama (pels volts de 563–483 aC) — fundador del budisme
- Mahavira (599–527 aC) — jainisme
- Kanada - fundador de l'escola vaisheshika

#### 321–184 aC (Imperi Maurya)
- Aksapada Gautama (segle II aC)
- Chanakya (pels volts del 350–275 aC)

#### 184 aC–100 dC
- Patanjali — Yoga Sutra
- Badarayana (va viure entre el 200 aC i el 400 dC) — (autor del Brahma Sutra)
- Aksapada Gautama - fundador de l'escola nyaya

### Posteriors

#### 100–300 (Cholas, Cheras, Pandavas)
- Nagarjuna (circa 150–250 dC) — gran teòric de la madhyamaka (via del mig) budista

#### 300–550 (Imperi Gupta)
- Bhartrhari
- Bodhidharma (volts del 440–528) — budisme zen
- Buddhaghosa (segle v)
- Dignaga (segle v)
- Uddyotakara
- Vasubandhu (?)
- Vatsyayana (?)

#### 600–900
- Candrakirti (nascut pels volts de l'any 600) — budista madhyamaka
- Dharmakirti (segle VII)
- Adi Shankara (pels volts del 788–820) — teòric de l'Advaita Vedanta
- Anandavardhana (820-890) — estètica

#### 900–1100 (dominacióislàmica)
- Abhinavagupta (pels volts del 975–1025)
- Ramanuja (1017–1137 CE)
- Udayana

#### 1100–1500
- Basaveshwara (1134–1196)
- Shri Madhvacharya (1238–1317)
- Chaitanya Mahaprabhu (1486–1534)
- Gangesha Upadhyaya (segle xiii)

#### 1500–1800 (Imperi Mogol)
- Gadadhara Bhattacharya
- Shah Wali Allah
- Vallabhacharya (1479–1531)

### Filòsofs indis moderns

#### 1800–1900 (dominació britànica)
- Rabindranath Tagore (1861 - 1941)

#### Segle XX
- Swami Vivekanand (1863–1902)
- Mahatma Gandhi (1869–1948)
- Sri Aurobindo (1872–1950)
- Allama Iqbal (1877–1938)
- Sarvepalli Radhakrishnan (1888–1975)
- Jiddu Krishnamurti (1895–1986)
- Osho (1931–1990)
- Amartya Sen (nascut el 1933)

## Filòsofs japonesos

### Filòsofs del Japó antic

#### Fins al 1185 dC (fi delperíode Heian)
- Kūkai (774–835)
- Hōnen (1133–1212)

#### 1185–1333 (període Kamakura)
- Shinran (1173–1261)
- Dōgen Zenji (1200–1253)
- Nichiren (1222–1282)

#### 1333–1867 (període Muromachifins alperíode Edo)
- Zeami Motokiyo (c. 1363–c. 1443)
- Fujiwara Seika (1561–1619)
- Miyamoto Musashi (1584–1645)
- Kumazawa Banzan (1619–1691)
- Ito Jinsai (1627–1705)
- Kaibara Ekiken (1630–1714)
- Ogyū Sorai (1666–1728)
- Hakuin Ekaku (1686–1769)
- Tominaga Nakamoto (1715–1746)
- Motoori Norinaga (1730–1801)
- Nishi Amane (1829–1897)

### Filòsofs japonesos moderns

#### 1867–1950
- Nishida Kitaro (1870–1945)
- D. T. Suzuki (1870–1966)
- Tanabe Hajime (1885–1962)
- Kuki Shūzō (1888–1941)
- Watsuji Tetsuro (1889–1960)
- Sakurazawa Yukikazu (Georges Ohsawa) (1893–1966)
- Miki Kiyoshi (1897–1945)
- Nishitani Keiji (1900–1990)

## Filòsofs coreans

### Època antiga

#### Fins al 676 dC (fi delperíode dels tres regnes)
- Seungrang (segle vi)

#### 676–935 (període Silla)
- Woncheuk (613–696)
- Wonhyo (617–686)
- Uisang (625–702)
- Doseon (827–898)
- Choi Chi-won (857–?)

#### 935–1392 (període Goryeo)
- Uicheon (1055–1101)
- Jinul (1158–1210)

#### 1392–1910 (període Joseon)
- Jeong Do-jeon (1342–1398)
- Seo Gyeong-deok (1489–1546)
- Yi Eon-jeok (1491–1553)
- Jo Sik (1501–1572)
- Yi Hwang (1501–1570)
- Yi I (1536–1584)
- Jeong Je-du (1649–1736)
- Jeong Yak-yong (1762–1836)
- Kim Jeong-hui (1786–1856)
- Choi Han-gi (1803–1879)
- Choi Je-u (1824–1864)
- Yi Je-ma (1838–1900)

### Filòsofs coreans moderns

#### 1910–1950
- Ryu Yeong-mo (1890–1981)
- Ham Seok-heon (1901–1989)

## Filòsofs tibetans
- Sa skya pandita (1182–1251)
- Je Tsongkhapa (1357–1419)
- Gyeltsap Darma Rinchen (1364–1432)
- Kaydrup glek belsangbo (1385–1438)
- Mikyo Dorje (1507–1554)
- Tenzin Gyatso (1935)